# Piet Hein (Schiff, 1929)
Die Piet Hein (Kennung: PH) war ein niederländischer Zerstörer der Admiralen-Klasse, der 1929 bei der Königlich Niederländischen Marine in Dienst gestellt wurde. Der Zerstörer diente in den Gewässern von Niederländisch-Indien und nahm in der Folge ab 1941 am Pazifikkrieg gegen das japanische Kaiserreich teil.
Es war das einzige Schiff, das am 19. Februar 1942 in der Seeschlacht in der Straße von Badung versenkt wurde.

## Bau und Klasse
Mitte der 1920er Jahre wollten die Niederlande vier moderne Zerstörer für den Einsatz in ihrem ostindischen Kolonialreich beschaffen, die die veralteten Zerstörer der Roofdier-Klasse ersetzen sollte. Die Neubauten wurden bei niederländischen Werften nach einem Entwurf der britischen Werft Yarrows in Glasgow bestellt, die nach einem sehr ähnlichen Entwurf mit der Ambuscade einen der Prototypen für die künftigen Zerstörer der britischen Royal Navy 1924 bis 1927 baute.
Das Schiff wurde am 26. August 1925 von der „Burgerhouts Scheepswerf en Machinefabriek“ in Rotterdam auf Kiel gelegt und lief am 2. April 1927 vom Stapel. Die Piet Hein war das vierte und letzte Schiff des ersten Bauloses. Benannt war das Schiff, wie ihre Schwesterschiffe Van Ghent, Kortenaer und Eversten, nach bekannten niederländischen Admiralen. Namensgebend war hier der Admiral und Freibeuter Piet Pieterszoon Heyn.
Für den Dienst in den Kolonien erhielten die Zerstörer ein Wasserflugzeug, jedoch kein Katapult. Während des Zweiten Weltkriegs wurden die Zerstörer zum Teil modernisiert und das Flugzeug von Bord genommen.

### Bewaffnung
Die niederländischen Neubauten erhielten mit vier 12,0-cm-Kanonen eine gleichartige Hauptbewaffnung wie die britischen Neubauten. Allerdings handelte es sich um Waffen des schwedischen Herstellers Bofors, die in den Niederlanden in Lizenz gebaut wurden. Je zwei wurden an Bug und Heck sich überschießend angeordnet. Gleicher Herkunft waren zwei 7,5-cm-Flak, die auf gleicher Höhe auf einer Plattform zwischen den Schornsteinen installiert wurden. Die Flugabwehrbewaffnung ergänzten vier schwere 12,7-mm-Maschinengewehre der Bauart Browning M2 an den Seiten des Brückenhauses. Dazu kam noch die Bewaffnung mit sechs 53,3-cm-Torpedorohren, die hintereinander mittschiffs in zwei Drillingssätzen hinter den Schornsteinen und vor dem hinteren Deckshaus mit der erhöhten Heckkanone eingebaut wurden.
Vorbereitet waren die Schiffe für einen Einsatz als Minenleger. Sie erhielten für einen derartigen Einsatz zwei Schienen vom hinteren Deckshaus bis zu den Abwurfluken kurz vor dem Heck. Zur Abwehr von U-Booten wurden die Zerstörer mit zwölf Wasserbomben und vier Werfern ausgerüstet.
Das Flugzeug vom Typ Fokker C.VII-W wurde auf einer Plattform über dem hinteren Torpedorohrsatz transportiert. Auf der Scheinwerferplattform befand sich ein Mast mit einem Ladebaum, um das Flugzeug zum Start auf das Wasser zu setzen oder wieder an Bord zunehmen.

## Einsatzgeschichte
Die Koninklijke Marine stellte die Piet Hein am 25. Januar 1929 in Dienst. Diesen trat der Zerstörer zuerst in der Nordsee und seit 1932 in Niederländisch-Indien an.
Im Februar 1933 gehörte die Piet Hein zusammen mit dem Leichten Kreuzer Java und der Evertsen zu dem Flottenverband, der das Küstenpanzerschiff De Zeven Provinciën und dessen meuternde Besatzung etwa zwölf Seemeilen nordwestlich der Sundastraße stellte und nach Surabaya geleitete.
Bei einer Kollision am 13. Oktober 1938 beschädigte sie den Kreuzer Java in der Sundastraße.

### Pazifikkrieg
Der Zerstörer hatte seit Mai 1940 alliierte Konvois zum Indischen Ozean begleitet. Bei Ausbruch des Krieges im Pazifik gehörte Piet Hein zur alliierten ABDA-Flotte, die versuchte, den japanischen Vormarsch in Richtung der britischen und niederländischen Kolonien in Südostasien zu unterbinden.
Der Zerstörer kämpfte am 4. Februar 1942 bei der Schlacht in der Straße von Makassar gegen japanische Sturzkampfbomber, wobei er unbeschädigt blieb. Am 15. Februar 1942 war er am Angriff auf einen Konvoi bei Palembang beteiligt. Dabei ging das Schwesterschiff Van Ghent durch Navigationsfehler und Strandung verloren.

### Versenkung in der Straße von Badung
Am 18. Februar 1942 war ein Bataillon der 48. Infanteriedivision der Kaiserlich Japanischen Armee auf Bali gelandet. Einen Tag später griff die ABDA mit den Kreuzern De Ruyter und Java und den Zerstörern John D. Ford, Pope und Piet Hein einen japanischen Konvoi an, der aus zwei Transportern und vier modernen Zerstörern der Asashio-Klasse bestand.
Im ersten Gefecht in der Straße von Badung trafen die Kreuzer De Ruyter und Java nachts auf die Japaner. Nach Schusswechseln mit zwei Zerstörern, wobei die Java einen Treffer erhielt, verloren die Kreuzer die Fühlung und nahmen Kurs auf Surabaya, in der Meinung, dass sie ebenfalls Treffer beim Gegner erzielt hätten.
Danach trafen die Zerstörer geführt von Piet Hein auf dem Schauplatz zwischen Bali und Nusa Penida ein. Piet Hein traf allein auf die Japaner und legte einen Rauchschleier, der aber den herankommenden amerikanischen Zerstörern die Sicht behinderte. Im Gefecht mit der Asashio erhielt Piet Hein mehrere Treffer und bot gestoppt und brennend ein gutes Ziel in der Nacht. Asashio und Oshio feuerten neun Torpedos ab und versenkten das Schiff um 23.16 Uhr. ((Lage)) Die beiden Japaner griffen daraufhin die Pope und die John D. Ford an und zwangen die beiden Zerstörer zum Abdrehen.
An Bord der Piet Hein wurden 64 Besatzungsmitglieder getötet. Kommandant Chömpff und der Leitende Ingenieur van Moppes und der Seemann Vet wurden postum mit dem Militär-Wilhelms-Orden ausgezeichnet.